# Cardinalul (film din 1963)
Cardinalul (titlu original în engleză The Cardinal) este un film american din 1963, regizat de Otto Preminger.